# Loose socks

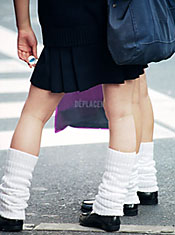
Loose socks, portées par de jeunes japonaises

Les loose socks (ルーズソックス, rūzu sokkusu) sont des chaussettes plissées qui constituent un accessoire de mode en vogue[Interprétation personnelle ?] chez les écolières japonaises[réf. nécessaire].

## Origine
Le port de l'uniforme étant obligatoire dans presque tous les établissements scolaires japonais, les élèves n'ont que peu de marge pour montrer leur propre style. Pour les jeunes Japonaises, les loose socks sont un moyen d'apporter des « personnalisations » à leur uniforme, au même titre que certaines manipulations comme le raccourcissement de la jupe.
Ces deux personnalisations sont d'ailleurs intimement liées : au début des années 1990, la mode chez les jeunes Japonaises était de raccourcir la jupe de leur uniforme. Cette pratique s'est rapidement accompagnée du port de chaussettes montantes (comme des chaussettes de montagne) afin de protéger les jambes du froid. Les loose socks sont donc des chaussettes beaucoup trop grandes (leur longueur peut atteindre 140 cm ou plus, voire 2 mètres dans les cas les plus extrêmes), presque toujours blanches, que les lycéennes enfilent par-dessus leurs chaussettes normales, les maintenant au niveau des mollets par de la pâte ou de la colle. Le haut des chaussettes se trouve généralement juste au-dessous du genou ; les chaussettes forment de nombreux plis au niveau du mollet et de la cheville (d'où le nom de loose socks, « chaussettes flottantes/lâches »). Les premières loose socks seraient apparues dans les préfectures de Miyagi ou d'Ibaraki avant de se propager vers les grandes villes.
Le phénomène prenant de l'ampleur dans les années 1996 à 1998, il devint possible d'acheter directement des loose socks et de la colle spécialement prévue à cet usage (socks glue) dans le commerce. La popularité de ces chaussettes serait également liée au fait qu'elles font paraître les jambes plus fines.
En réaction au phénomène, beaucoup d'établissements japonais ont interdit à leurs élèves le port des loose socks. Quand c'est le cas, les élèves n'hésitent pas à changer de chaussettes sur le chemin de l'école, portant des chaussettes normales dans l'établissement et des loose socks une fois à l'extérieur.

## Lesloose socksactuellement
La mode des looses socks commença à retomber à partir de 1998 mais ne disparut pas complètement. Relayées par les mangas, les loose socks sont connues dans le monde entier et rattachées à l'image de l'écolière japonaise au même titre que le sailor fuku (l'uniforme). Depuis 2006, il semblerait que ces chaussettes connaissent un regain de popularité ; leur fabrication et leur vente continue au Japon.